# I girovaghi
I girovaghi è un film italiano del 1956 diretto da Hugo Fregonese.

## Trama
In Sicilia, nei primi anni del Novecento, Alfonso, un puparo che gira con la moglie su un carrozzone ambulante accoglie un orfano napoletano che ha abbandonato la canonica a causa delle violenze perpetrategli dalla perpetua.
Un giorno incontrano un illusionista napoletano il quale, spacciatosi per professore tedesco, ottiene successo grazie a una sedicente ballerina spagnola. Il puparo gliela porta via e la inserisce nel suo spettacolo, mietendo lusinghieri consensi. Il professore, roso dall'invidia, scompare e poi riappare portando una nuova forma d'arte, il cinema. Nel frattempo molte cose sono cambiate: Alfonso s'innamora perdutamente della ballerina, ma costei trova sistemazione presso un possidente locale, dove trova un altro corteggiatore che perde la testa per lei. Quando Alfonso viene a conoscenza della cosa, durante la notte si ubriaca e dà fuoco al camion ambulante del professore con le rudimentali pellicole e il proiettore. Alfonso viene arrestato, accusato di incendio doloso e tentato omicidio: il secondo capo d'accusa cadrà, verrà condannato ad alcuni anni di carcere ma all'uscita non troverà nessuno ad aspettarlo.
Il piccolo orfano, testimone silenzioso degli avvenimenti, una volta fattosi ragazzo sceglierà di stare con la moglie di Alfonso, decisa a trovarsi un lavoro onesto per conto proprio.

## Distribuzione
Il film, presentato alla Commissione di Revisione Cinematografica il 22 giugno 1956, ottenne il visto di censura n. 22.218 del 18 luglio 1956, con una lunghezza della pellicola di 2.740 metri.. Ebbe la prima proiezione pubblica il 18 luglio 1956. Venne proiettato in Germania, col titolo Der Narr und die Tänzerin il 10 luglio 1959. Venne girato in Ferraniacolor con lo schermo in Supercinescope . Venne proiettato il 3 settembre 2009 alla 66ª Mostra internazionale d'arte cinematografica di Venezia nella retrospettiva Questi fantasmi 2. Il cinema italiano ritrovato  in versione restaurata dalla Cineteca Nazionale di Roma.

## Altri tecnici
- Arredatore: Emilio Zago
- Aiuto regista: Luciano Ercoli, Piero Vivarelli
- Operatore: Guglielmo Mancori
- Direttore di produzione: Gennaro Rossi
- Fonico: Bruno Francisci